# Абдукаров, Сергей Геннадьевич
Сергей Геннадьевич Абдукаров (13 апреля 1974, Щучинск, Акмолинская область) — казахстанский биатлонист, участник чемпионата мира и Кубка мира в составе сборной Казахстана, двукратный чемпион зимних Азиатских игр (1996 и 1999). Мастер спорта Республики Казахстан международного класса.

## Биография
Занимался биатлоном с 1990 года. Учился в Училище олимпийского резерва имени Владимира Смирнова.
С 1992 по 2000 годы входил в состав сборной Казахстана по биатлону. Дебютировал в Кубке мира в декабре 1994 года на первом этапе сезона 1994/95 в Бадгастайне, занял 67-е место в спринте. За годы выступлений на Кубке мира ни разу не набирал очков, лучшим результатом в личных видах стало 35-е место в спринте в Хохфильцене в марте 1996 года.
На зимних Азиатских играх 1996 года в китайском Харбине стал обладателем эстафетного золота в составе сборной Казахстана, в команде с Валерием Ивановым, Михаилом Лепёшкиным и Дмитрием Пантовым.
Принимал участие в чемпионате мира 1997 года в Осрблье, в составе команды Казахстана занял 11-е место в командной гонке и 18-е — в эстафете. В личных гонках не стартовал.
На зимних Азиатских играх 1999 года в корейском Канвондо одержал победу в эстафете в составе сборной Казахстана вместе с Алексеем Каревским, Дмитрием Пантовым и Дмитрием Поздняковым. В личных видах был 12-м в индивидуальной гонке, а в спринте не выступал.
После окончания спортивной карьеры перебрался в Россию. Живёт в Омске, работает в газовой отрасли. Занимается лёгкой атлетикой (бегом), участвует в любительских и ведомственных соревнованиях по бегу и лыжному спорту.

## Личная жизнь
Имеет два высших образования — окончил СибГУФК, кафедру теории и методики лёгкой атлетики и лыжного спорта, а также теплоэнергетический факультет Уральского федерального университета.
Старший брат Олег (род. 1970) — тренер-преподаватель по лыжным гонкам, живёт и работает в Нягани, ХМАО.
Жена — Абдукарова Наталья Павловна (02.01.1980 г.р.)
Дочь — Абдукарова Алина Сергеевна (20.02.2000 г.р.)
Дочь — Абдукарова Софья Сергеевна (06.06.2007 г.р.)